# 缅甸标准时间

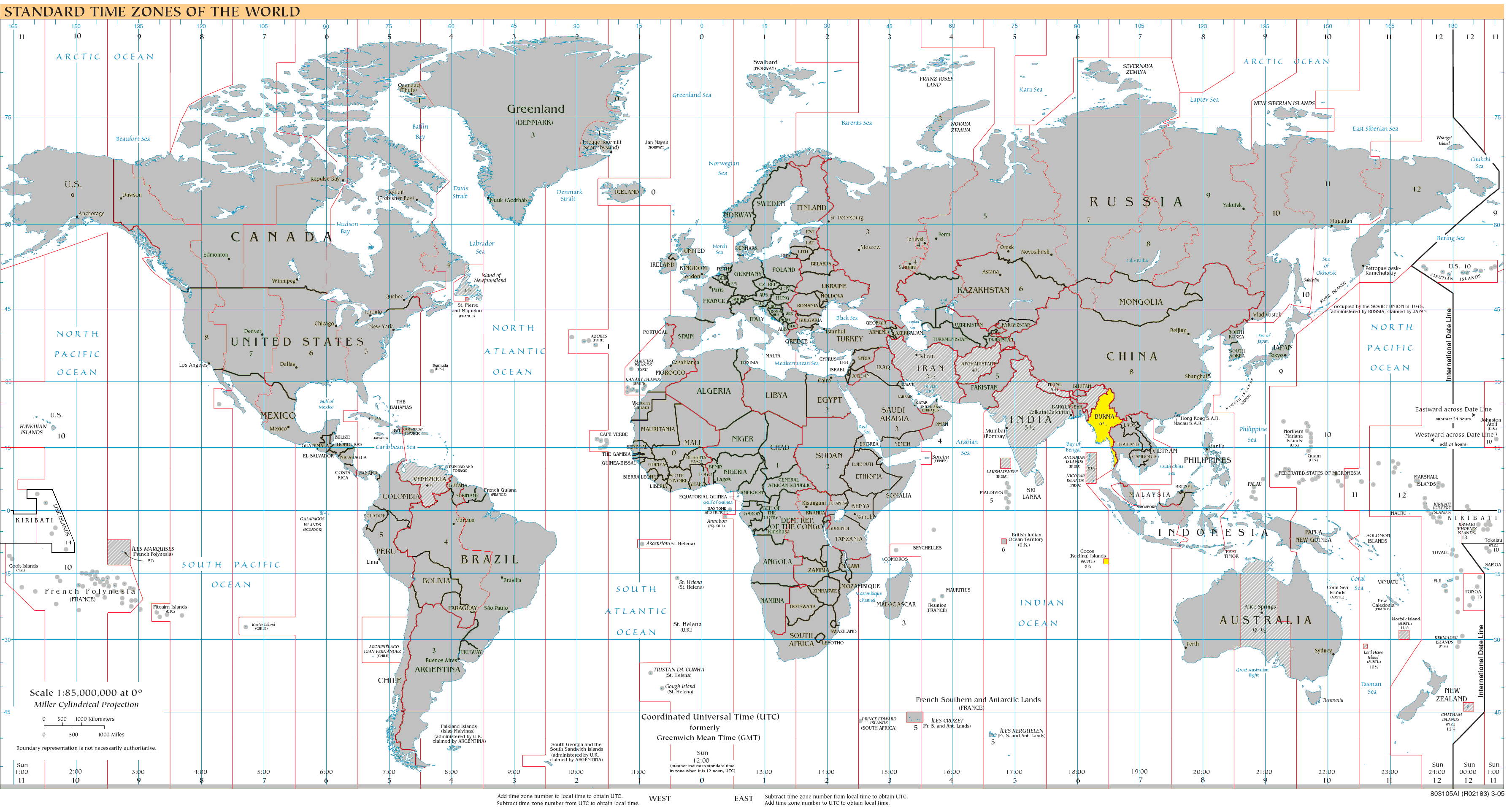
缅甸采用UTC+6:30为标准时间

缅甸标准时间（[mjəmà sàɴdɔ̀dʑèiɴ]）是缅甸的标准时间，以东经97°30′的时间为标准，比格林尼治标准时间快6小时30分（UTC+06:30），与鄰国相比，较中国的UTC+8慢1小时30分，较老挝、泰国的UTC+7慢30分钟，较印度的UTC+05:30快1个小时，较孟加拉国的UTC+6快30分钟。缅甸全年均使用缅甸标准时，没有实行夏令时间。

## 外部連結
- 緬甸時間 （页面存档备份，存于）